# 聖若瑟主教座堂 (格羅寧根)

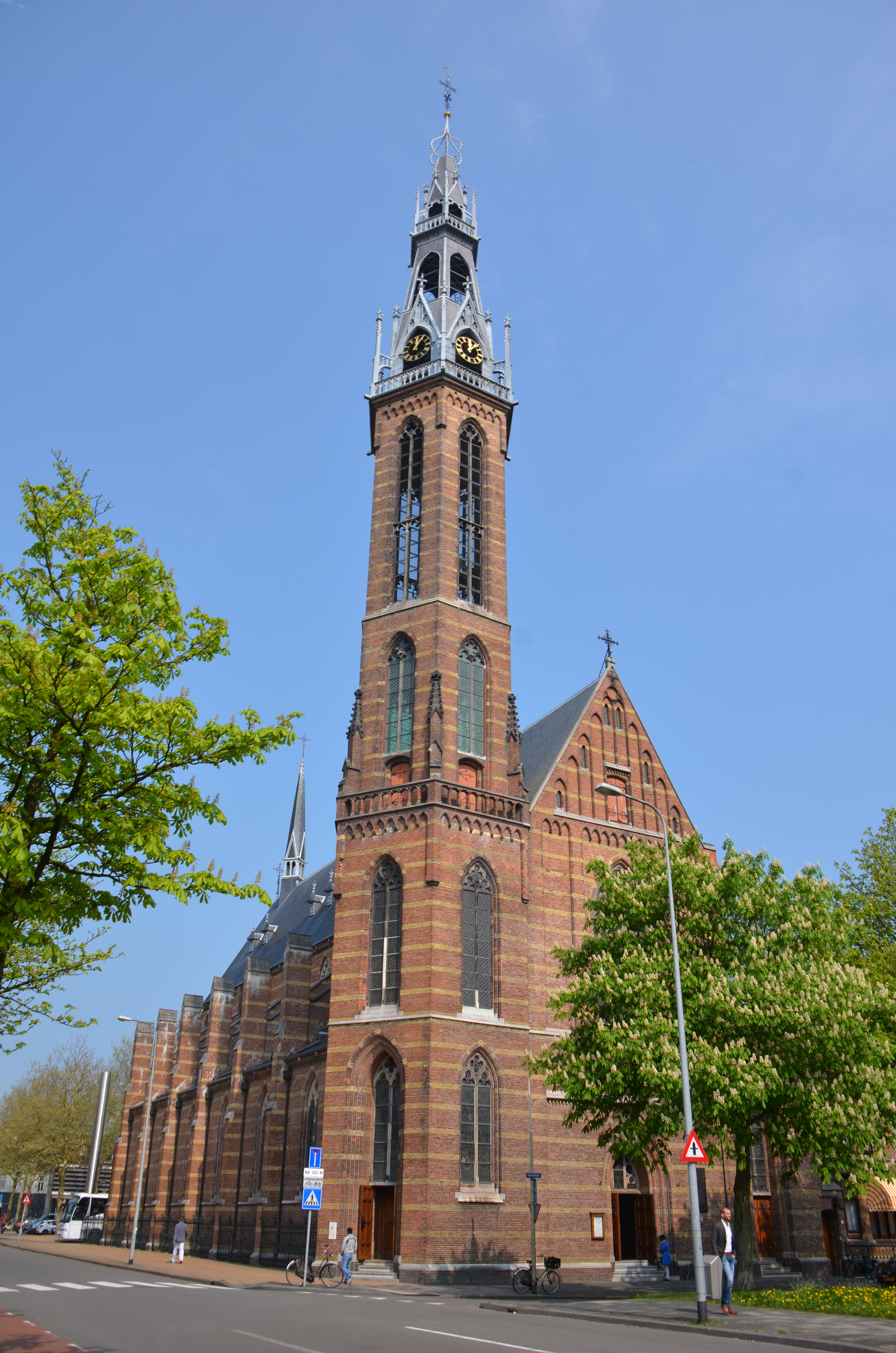
聖若瑟主教座堂

聖若瑟主教座堂是荷蘭城市格羅寧根的一座羅馬天主教的主教座堂。這座教堂是天主教格羅寧根-呂伐登教區的主教座堂。

## 历史
圣若瑟教堂隶属于格罗宁根圣马丁教区的教堂。教堂建筑为荷兰建筑师 皮埃尔·克伊珀斯所设计（同为阿姆斯特丹国家博物馆的设计者）其儿Jos Cuypers出资。教堂为新哥特式建築，修建於1885年至1887年间，于1887年5月25日祝圣开堂。教堂献予圣若瑟以纪念参与修建教堂的诸多建筑工人。1906年起安置Maarschalkerweerd公司制造的管风琴。于1970年成为教区教堂，于1981年正式成为格罗宁根-吕伐登教区主教座堂。

## 开放时间
周一至周五：
三钟经祈祷和玫瑰经12:00 - 12:30 
弥撒 12:30 - 13:00 
周四：
朝拜圣体 11:00 
周六：
弥撒 9:00 - 9:30 
国际弥撒 17:00 - 18:00 
周日：
弥撒：11:00 - 12:00 
波兰弥撒（仅限每月第一个星期日）：17:00 - 18:00 
拉丁弥撒（每月第一个星期日除外）：17:00 - 18:00 可能有所变化

## 座堂内景

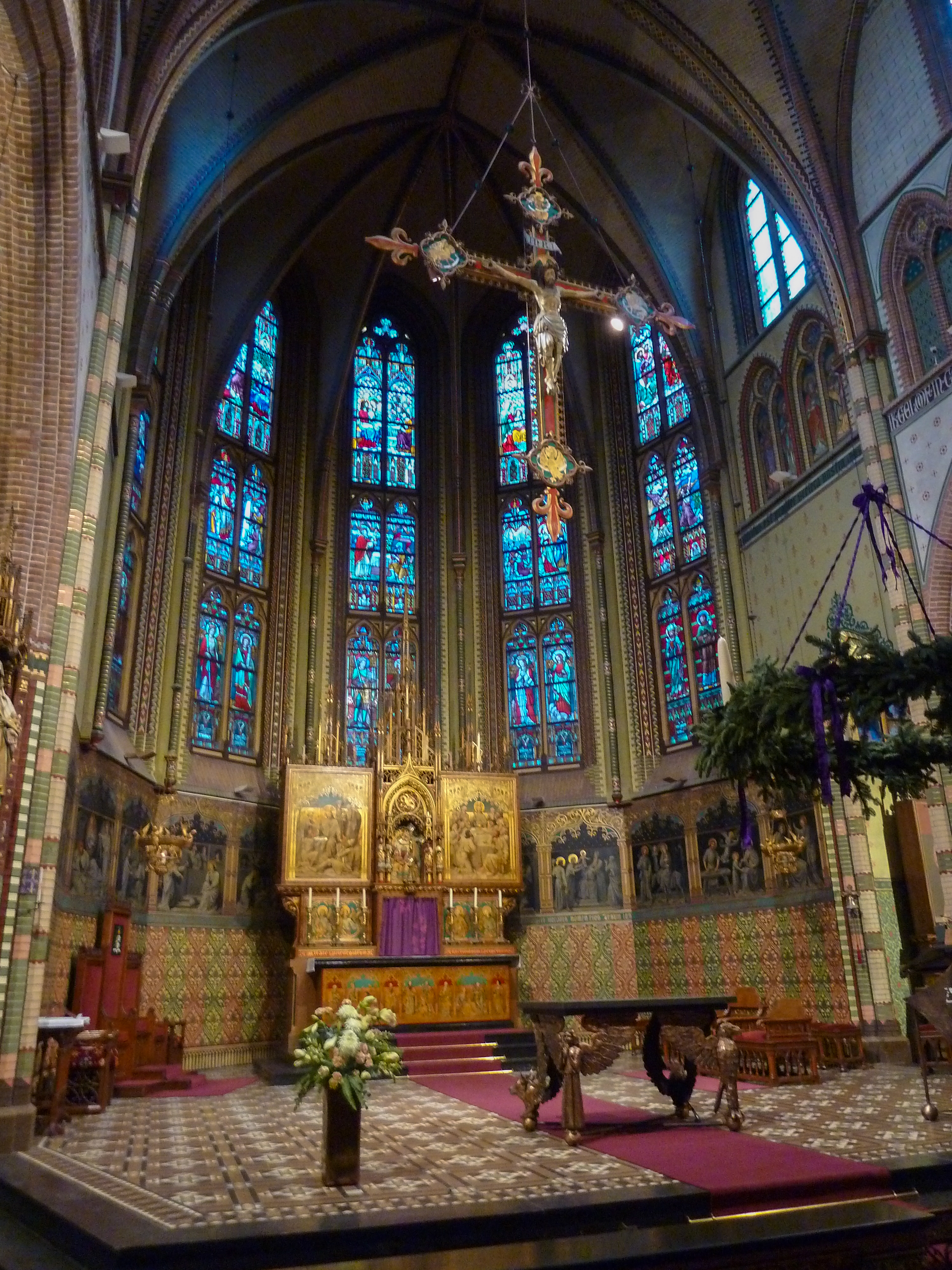
十架苦像与祭台
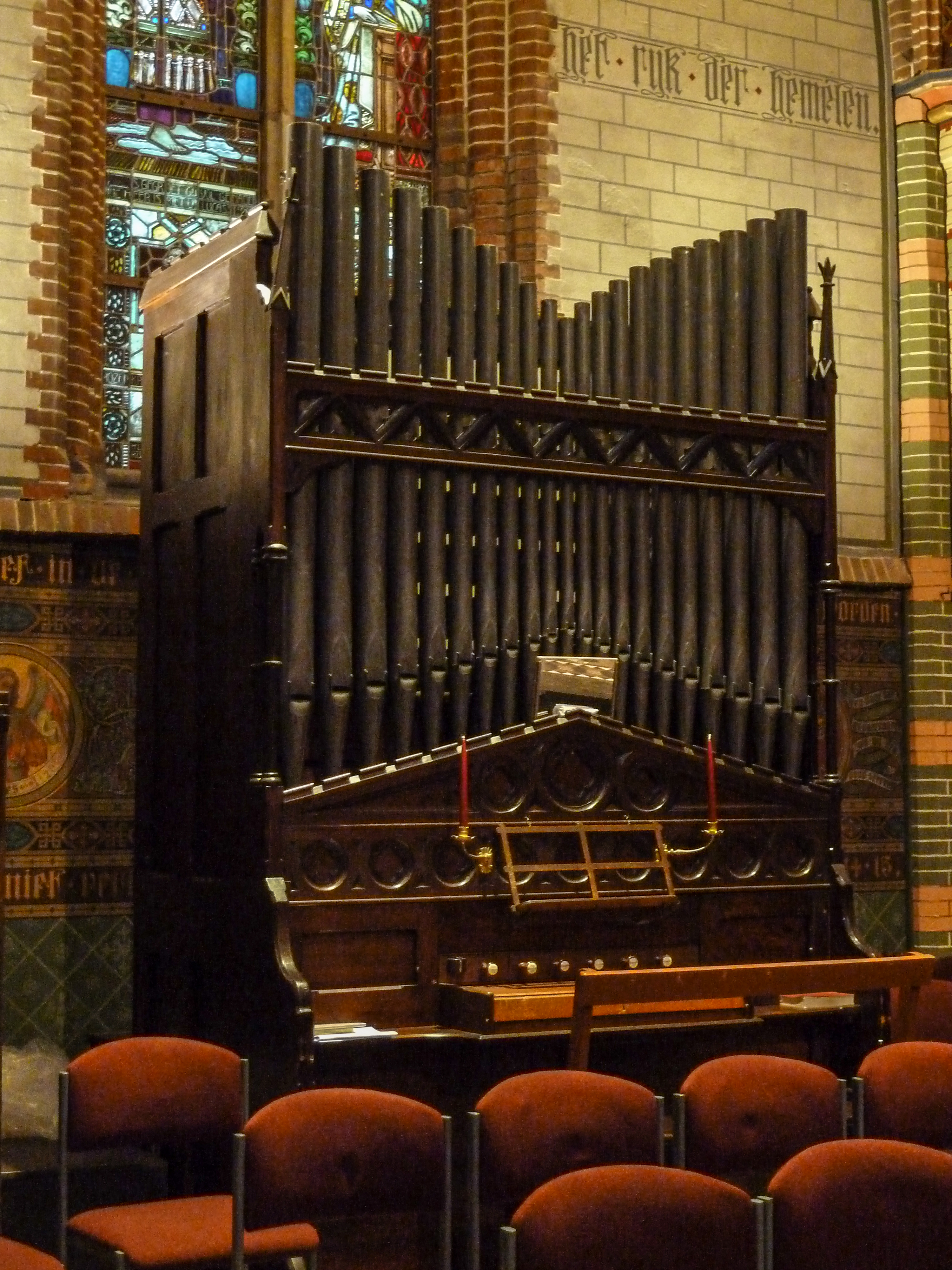
管风琴
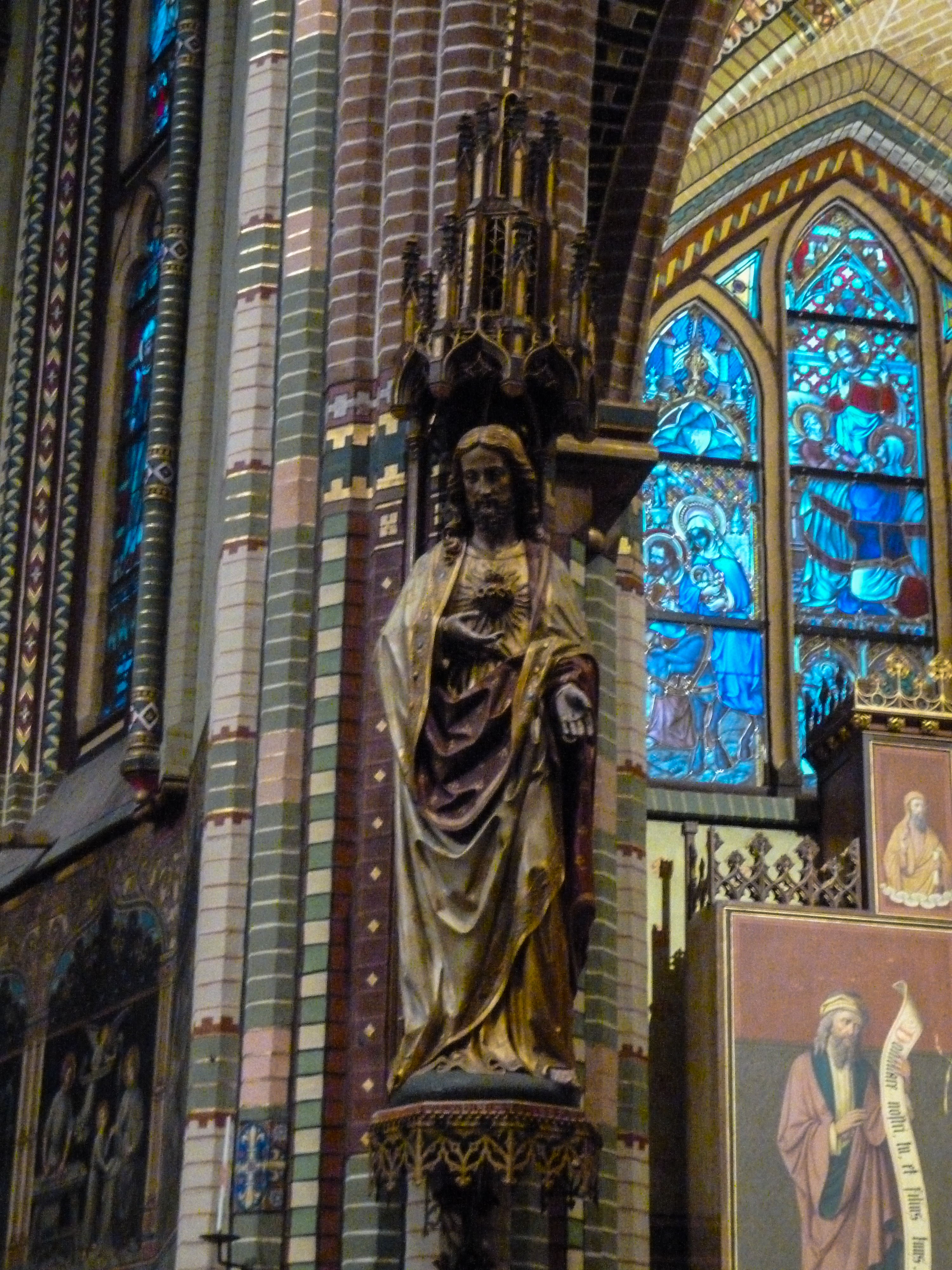
耶稣圣心
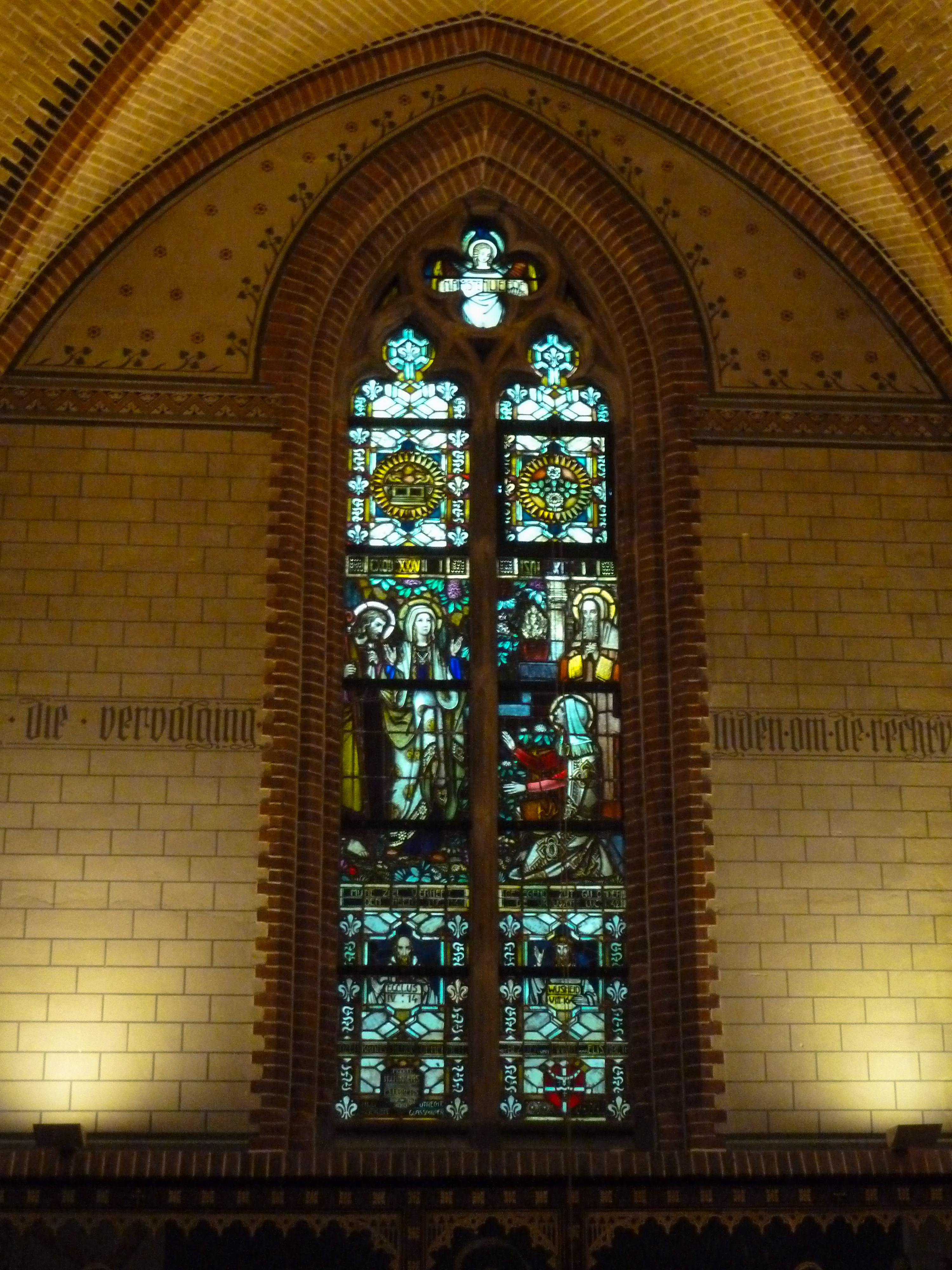
落地花窗

## 外部連結
维基共享资源上的相關多媒體資源：聖若瑟主教座堂